# Oleszkowicze (Białoruś)
Oleszkowicze (biał. Алешкавічы, Aleszkawiczy; ros. Олешковичи, Oleszkowiczi) – wieś na Białorusi, w obwodzie brzeskim, w rejonie kamienieckim, w sielsowiecie Widomla.

## Historia
W XIX i w początkach XX w. położone były w Rosji, w guberni grodzieńskiej, w powiecie brzeskim, w gminie Turna.
W dwudziestoleciu międzywojennym leżały w Polsce, w województwie poleskim, w powiecie brzeskim, w gminie Turna. W 1921 miejscowość liczyła 192 mieszkańców, zamieszkałych w 44 budynkach, wyłącznie Białorusinów wyznania prawosławnego.
Po II wojnie światowej w granicach Związku Sowieckiego. Od 1991 w niepodległej Białorusi.